# Hadden Clark
Hadden Irving Clark (* 31. července 1952), přezdívaný "Nenasytný tuňák", je americký sériový vrah, kanibal a podvodník.

## Životopis

### Mládí
Hadden Clark se narodil ve městě Troy ve státě New York. Rodina byla zámožná, ale dysfunkční, jeho rodiče byli alkoholici, kteří své děti fyzicky i psychicky týrali. Clarkovi dva bratři jsou v současnosti za mřížemi za vraždu a domácí násilí.
Clarkova matka oblékala Haddena do dívčích šatů, když byl opilý, proto se později považoval za transgendera a transvestitu. V dětství se u něho projevovali sadistické sklony, mučil zvířata a šikanoval mladší děti.
V dospělosti se nechal najmout jako kuchař do různých hotelů, restaurací a výletních parníků. Nakonec však byl vyhozen za krádeže. Později vstoupil do námořnictva Spojených států, odkud však byl také vyhozen, když mu byla diagnostikována paranoidní schizofrenie. Nakonec se usadil v Marylandu, kde žil jako bezdomovec.

### Vraždy
Clark později prohlašoval, že zabíjet začal již jako teenager, přesto jeho první doloženou obětí byla jeho šestiletá sousedka Michelle Dorrová, kterou zabil 31. května 1986. Nejprve ji ubodal a pak měl sex s její mrtvolou. Nakonec ji vykuchal všechny vnitřnosti. Clark tehdy nebyl podezříván, policie obvinila z činu dívčina otce.
V roce 1992 zavraždil Clark Lauru Houghtelingovou, u níž pracoval jako zahradník. Za několik dní byl zatčen a obviněn.

### Soud a vězení
K vraždě mladé ženy se přiznal a byl odsouzen ke 30 letům vězení. V roce 1999 byl obviněn z vraždy Michelle Dorrové. Dokazování bylo složité, museli svědčit i spoluvězni, kterým se Clark svými činy rád chlubil. Do trestu mu bylo tak přidáno dalších 30 let, plus dalších 10 let za krádeže. Tento rozsudek se de facto rovná doživotnímu rozsudku.